# Sonnenfinsternis vom 15. Januar 1991
Bei der ringförmigen Sonnenfinsternis vom 15. Januar 1991 verlief die Zentralline südlich von Australien und zog anschließend quer über Neuseeland und den Südpazifischen Ozean. In Westaustralien ereignete sich die Sonnenfinsternis während des Sonnenaufgangs. In Ostaustralien und Neuseeland konnte man den gesamten Verlauf der Finsternis am Vormittag beobachten. Dabei zog sich die ringförmige Zone quer über die beide neuseeländischen Hauptinseln trennende Cookstraße. In ganz Neuseeland wurden mindestens 70 Prozent der Sonnenscheibe bedeckt. Die neuseeländische Hauptstadt Wellington lag in der Zone der Ringförmigkeit.
Diese Sonnenfinsternis gehört dem Saros-Zyklus 131 an, der insgesamt 70 Finsternisse umfassen wird. Saros 131 startete am 1. August 1125 mit einer kleinen partiellen Sonnenfinsternis im Nordpolarmeer nördlich von Kanada. Die ersten Finsternisse waren 22 partielle auf der Nordhalbkugel. Danach folgen 6 totale, 5 hybride und 30 ringförmige Sonnenfinsternisse. Den Abschluss bilden 7 partielle Finsternisse auf der Südhalbkugel der Erde. Der Zyklus endet am 2. September 2369 mit einer kleinen partiellen Sonnenfinsternis in der Antarktis, weit südlich von Australien.